# Labulla thoracica
Espèce
Synonymes
- Linyphia thoracica Wider, 1834
- Linyphia cauta Blackwall, 1841

Labulla thoracica est une espèce d'araignées aranéomorphes de la famille des Linyphiidae.

## Distribution
Cette espèce  se rencontre en Europe jusqu'en Russie mais elle est absente de la péninsule Ibérique,.

## Description

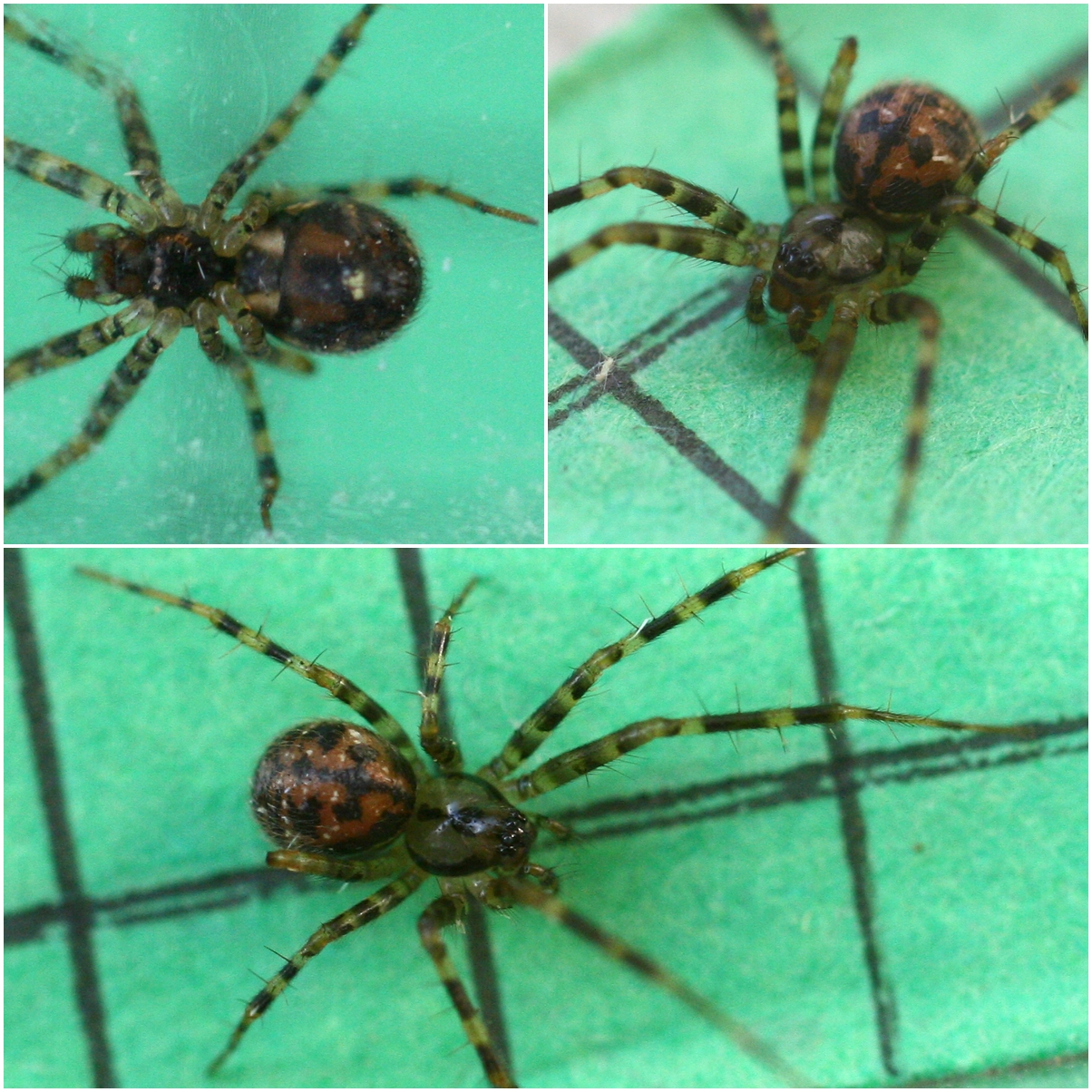
Labulla thoracica du Hertfordshire

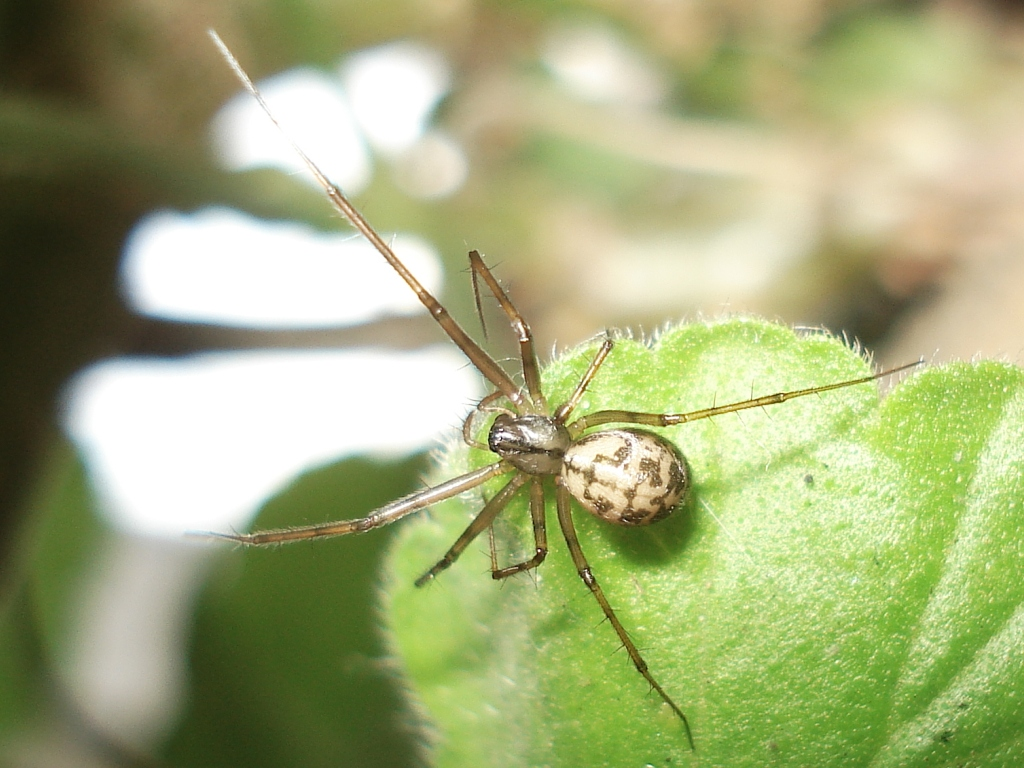
Labulla thoracica de Lettonie

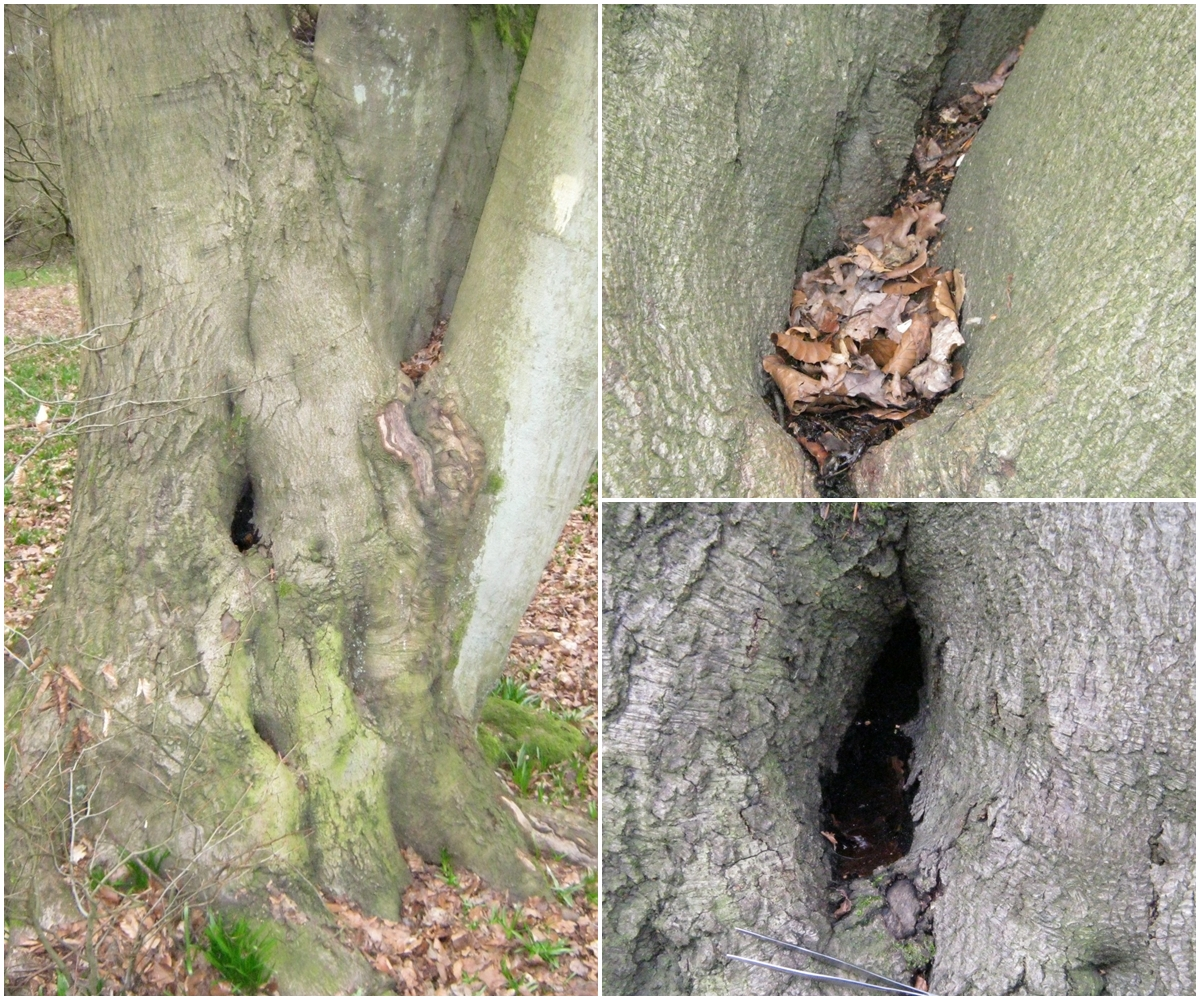
Toile de Labulla thoracica

Les mâles mesurent de 4,00 à 5,20 mm et les femelles de 4,32 à 6,20 mm.

## Publication originale
- Wider, 1834 : Beschreibung der Arachniden. in Zoologische miscellen. Museum Senckenbergianum, Abhandlungen aus dem Gebiete der beschreibenden Naturgeschichte, vol. 1, p. 195-276.